# Flaskeposten
|  | Denne artikel er oprettet af botten Steenthbot ud fra en ekstern database. Den kan derfor have sproglige fejl eller mangler. Denne skabelon kan fjernes efter kontrol af indholdet. |

Flaskeposten er en dansk dokumentarfilm fra 1953 instrueret af Holger Jensen efter eget manuskript.

## Handling
To danske drenge, Hans og Verner - sidstnævnte kaldet Fido - finder under leg ved stranden en flaske, indeholdende et brev, underskrevet af "Eventyrernes Klub" i Oslo, "The Adventurers Club of Scandinavia", med opfordring til at skrive til klubben. Resultatet af henvendelsen bliver at drengene kommer ud på en ferierejse, der former sig som en spændende sporleg gennem Danmark, Sverige og Norge. "Eventyrernes Klub" leder dem snildt fra sted til sted og lader dem opleve mange overraskelser. De klarer dog stolt både overraskelser og besværligheder, ikke mindst takket være deres gode kammeratskab, og ved ankomsten til Oslo belønnes begge med under bifald fra "eventyrerne" at blive optaget som medlemmer i klubben.